# Victoria I
Die Victoria I ist eine Fähre der estnischen Reederei Tallink.

## Geschichte
Das Schiff wurde unter der Baunummer 434 auf der finnischen Werft Aker Finnyards in Rauma für die estnische Reederei Tallink gebaut. Die Kiellegung erfolgte am 11. März, Stapellauf und Taufe fanden am 16. Oktober 2003 statt. Taufpatin war die schwedisch-estnische Kinderbuchillustratorin Ilon Wikland. Das Schiff wurde am 9. März 2004 abgeliefert. Es war nach der im Mai 2002 in Dienst gestellten Romantika der zweite Neubau der Reederei. Die beiden Schiffe sind Schwesterschiffe, unterscheiden sich in Bezug auf ihre Ausstattung allerdings teilweise.
Die Victoria I wurde am 21. März des Jahres auf der Strecke zwischen Tallinn und Stockholm in Dienst gestellt. Ab Mai 2004 bediente sie zusätzlich Mariehamn. Im Juni 2007 wurde das Schiff während des Sankt Petersburger Wirtschaftsforums als Hotelschiff in Sankt Petersburg genutzt.
Im Februar 2020 verkehrte die Fähre als Ersatz für die verspätet aus der Werft zurückgekehrte Silja Europa einige Tage zwischen Tallinn und Helsinki.  Anschließend wurde sie wieder zwischen Tallinn, Mariehamn und Stockholm eingesetzt. Am 14. März 2020 verkehrte das Schiff zum vorerst letzten Mal zwischen Tallinn und Stockholm. Anschließend wurde es wegen der COVID-19-Pandemie aus der Fahrt genommen und in Tallinn aufgelegt.
In den folgenden Monaten wurde die Fähre für einzelne Fahrten in erster Linie zwischen Tallinn und Helsinki eingesetzt. Außerdem verkehrte das Schiff Ende Juli auf einer Minikreuzfahrt von Helsinki aus zur im Norden des Rigaischen Meerbusens liegenden Insel Saaremaa. Ab dem 6. September 2020 verkehrte die Fähre zwischen Tallinn bzw. Riga, Mariehamn und Stockholm, zusätzlich wurden auch Fahrten zwischen Tallinn und Helsinki angeboten. Ab Oktober wurde sie außerdem an den Wochenenden für Minikreuzfahrten von Helsinki nach Tallinn ohne Landgang für die Passagiere in Tallinn genutzt. Am 1. Januar 2021 wurde sie wieder in Tallinn aufgelegt.
Im Sommer 2021 war die Fähre zusammen mit der Romantika für 100 Tage an die Tanger Med Port Authority verchartert, die sie zwischen Tanger-Med und Spanien, Frankreich und Italien einsetzte. Im Oktober und November 2021 wurde die Fähre nochmal für einzelne Fahrten zwischen Tallinn und Helsinki genutzt und anschließend erneut in Tallinn aufgelegt.
Im Sommer 2022 charterte die schottische Regierung das Schiff für zunächst sechs Monate, um es in Leith, Edinburgh, als Wohnschiff für Kriegsflüchtlinge aus der Ukraine zu nutzen. Im November wurde die Charter um fünf Monate verlängert. Die Nutzung des Schiffs als Wohnschiff endete im Juli 2022.
Seit Oktober 2023 verkehrt die Fähre wieder zwischen Helsinki und Tallinn.

## Technische Daten und Ausstattung
Das Schiff wird von vier Viertakt-Sechzehnzylinder-Dieselmotoren des Motorenherstellers Wärtsilä (Typ: 16V32) mit zusammen 26.240 kW Leistung angetrieben. Die Motoren wirken auf zwei Verstellpropeller. Das Schiff ist mit zwei Bugstrahlrudern ausgestattet. Für die Stromerzeugung an Bord stehen mehrere von Dieselmotoren angetriebene Generatoren zur Verfügung.
Die Fähre verfügt auf den Decks 3 und 4 jeweils über ein Fahrzeugdeck. Die Fahrzeugdecks sind über eine Bugpforte, die sich hinter einem seitlich öffnenden Bugvisier befindet und über zwei Heckrampen zugänglich. Im Schiff sind die beiden Decks über Rampen miteinander verbunden. Oberhalb der beiden Fahrzeugdecks befinden sich fünf Decks mit Einrichtungen für die Passagiere. Auf Deck 5, 8 und 9 sind die Passagierkabinen untergebracht. Insgesamt stehen 740 Kabinen mit 2254 Betten zur Verfügung. Die Passagierkapazität des Schiffes ist mit 2500 Personen angegeben.
Auf Deck 6 und 7 befinden sich unter anderem mehrere Restaurants und Bars, eine Boutique, ein Supermarkt, Theater und Disco, ein Kinderspielbereich sowie ein Konferenzbereich. Auf Deck 9 befinden sich neben den Passagierkabinen ein Sauna- und Wellnessbereich sowie ein Sonnendeck. Auf Deck 10 sind Kabinen und Räume für die Schiffsbesatzung eingerichtet. Außerdem befinden sich hier Betriebs- und Büroräume. Im vorderen Bereich der Decksaufbauten ist hier die Brücke angeordnet. Die Brücke ist über die gesamte Breite geschlossen. Zur besseren Übersicht bei An- und Ablegemanövern und beim Navigieren in engen Fahrwassern gehen die Nocken über die Schiffsbreite hinaus.
Der Rumpf des Schiffes ist eisverstärkt (Eisklasse 1A Super).